# Bendamustine
Bendamustine, được bán dưới tên thương mại là Treanda cùng một số những tên khác, là một loại thuốc hóa trị liệu được sử dụng trong điều trị bệnh bạch cầu mãn tính (CLL), đa u tủy, và u lympho không Hodgkin. Thuốc được đưa vào cơ thể bằng cách tiêm vào tĩnh mạch.
Tác dụng phụ thường gặp có thể có như số lượng tế bào máu thấp, sốt, buồn nôn, tiêu chảy, chán ăn, ho và phát ban. Các tác dụng phụ nghiêm trọng khác bao gồm phản ứng dị ứng và tăng nguy cơ nhiễm trùng. Sử dụng trong thai kỳ được báo cáo là gây hại cho em bé. Bendamustine thuộc họ thuốc tác nhân alkyl. Chúng hoạt động bằng cách can thiệp vào chức năng của DNA và RNA.
Bendamustine đã được chấp thuận cho sử dụng y tế tại Hoa Kỳ trong năm 2008. Nó nằm trong danh sách các thuốc thiết yếu của Tổ chức Y tế Thế giới, tức là nhóm các loại thuốc hiệu quả và an toàn nhất cần thiết trong một hệ thống y tế. Chi phí bán bởi NHS ở Anh là khoảng 275,81 pound cho mỗi lọ 100 mg. Thuốc này ban đầu được làm từ mù tạt nitơ.

## Tác dụng phụ
Các tác dụng phụ thường gặp là điển hình đối với các thuốc tương tự thuộc lớp mù tạt, như buồn nôn, mệt mỏi, nôn mửa, tiêu chảy, sốt, táo bón, chán ăn, ho, đau đầu, sụt cân không chủ ý, khó thở, phát ban và viêm miệng, cũng như ức chế miễn dịch, thiếu máu và số lượng tiểu cầu thấp. Đáng chú ý, thuốc này có tỷ lệ rụng tóc thấp (rụng tóc) không giống như hầu hết các loại thuốc hóa trị khác.